# Annie Bechepay
Annie Bechepay – francuska judoczka. Brązowa medalistka mistrzostw Europy w 1980. Mistrzyni Francji w 1980 roku.